# Abelardo L. Rodríguez

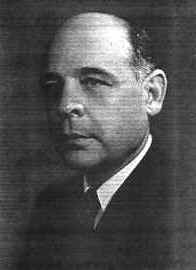
Abelardo L. Rodríguez

Abelardo Luján Rodríguez (* 12. Mai 1889 in San José de Guaymas; † 3. Februar 1967 in La Jolla, San Diego, USA) war vom 4. September 1932 bis zum 30. November 1934 Präsident von Mexiko.

## Leben
Rodríguez kam aus einer armen Familie in Sonora. Er kämpfte 1913 als Soldat in der mexikanischen Revolution und wurde schnell befördert. 1916 wurde er Oberst und 1921 designierter, militärischer Befehlshaber von Baja California. 1923 bis 1929 war er Leiter dieses Bundesstaates. 1932 wurde er unter Pascual Ortiz Rubio Kriegs- und Marineminister und auch Wirtschaftsminister der Regierung der Partido Nacional Revolucionario.
Am 4. September veranlasste der  „Jefe Maximo de la Revolucion“ Plutarco Elías Calles Ortiz zum Rücktritt und Abelardo Luján Rodríguez war stattdessen für den Rest der Periode designierter Präsident. Während seiner Amtszeit gründete er verschiedene finanzielle Einrichtungen und führte die Erziehung auf sozialistischer Basis wieder in Mexiko ein. Er setzte die Verlängerung der Amtszeit der Präsidenten von vier auf sechs Jahre durch und führte Mindestlöhne ein.
Am 30. November 1934 endete seine Amtszeit und er zog sich für einige Zeit aus der Politik zurück. 1943 kam er zurück und wurde zum Gouverneur von Sonora gewählt. In dieser Zeit hatte er besondere Aufmerksamkeit für die Bildung. Er gründete zum Beispiel die Universität von Sonora. 1948 trat er endgültig aus gesundheitlichen Gründen zurück. Er starb 1967 in den USA.